# حماسه کوهستانی
حماسه کوهستانی (به انگلیسی: Hammasa Kohistani) (زادهٔ ۱۹۸۷) مدل بریتانیایی—افغانستانی  و نخستین ملکهٔ زیبایی مسلمان انگلستان می‌باشد. او از تاجیک‌های افغانستان است.
وی در سن ۱۸ سالگی در ۳ سپتامبر ۲۰۰۵ پس از رقابت دو روزه در «المپیا تئاتر لیورپول» از بین ۴۰ مسابقه‌دهنده به عنوان ملکهٔ زیبایی انگلستان انتخاب شد. کوهستانی در هانسلو در مدرسهٔ لمپتون به عنوان دانش‌آموز ممتاز تحصیل کرد و در حال حاضر در کالج آکسبریج مشغول به تحصیل است. او همچنین پس از این مسابقه در سال ۲۰۰۶ در مسابقهٔ دوشیزه دنیا شرکت کرد و به دورهٔ نیمه‌نهایی راه یافت. حماسه از سوی «خانهٔ مد آسیا» لقب دوشیزهٔ مایا را گرفت.

## زندگی‌نامه
حماسه کوهستانی در تاشکند ازبکستان، پس از اینکه پدرش و مادرش مجبور به سفر از افغانستان شده بودند، به دنیا آمد. پدرش خوشحال و مادرش لیلا افغان‌های آزادی‌خواهی بودند که پس از به قدرت رسیدن طالبان در سال ۱۹۹۶ میلادی مجبور به ترک افغانستان شدند. او در زمان ترک از افغانستان حدود ۱۰ سال عمر داشت و به گفته خودش خاطرات سختی از جنگ‌های داخلی افغانستان که باعث از بین رفتن بسیار از مردم افغانستان شد دارد. او در حال حاضر در ساوت‌هال لندن زندگی می‌کند. به گفته او، «مردم وقتی مرا می‌بینند باور نمی‌کنند که یک مسلمان و اهل افغانستان هستم، زیرا می‌پرسند پس چرا روسری بر سر ندارم.»
کوهستانی به شش زبان شامل انگلیسی و روسی و زبان مادری‌اش فارسی به‌طور روان سخن می‌گوید. او به کمک مادرش لیلا کوهستانی، موسسه‌ای خیریه به نام «بنیاد روشنی» تأسیس کرد تا برای زنان و کودکان بی بضاعت افغانستان کمک کند.
او به عنوان فردی سبزه در پوششی در پارچه ابریشمی کِرِمی رنگ و جامه ابریشمی برنده شد. او بعدها گفت: «در وقت برنده شدن آن‌قدر شوکه نشده بودم، چون روی خودم اعتماد داشتم، اما هنوز هم شما نمی‌توانید تصور کنید که همان حالت بر شما اتفاق بیفتد، به همین خاطر وقتی آن‌ها اعلام کرد که من برنده شده‌ام، با خودم فکر کردم شاید اشتباه شنیده‌ام. دعا می‌کردم اشتباه نکرده باشند، اما لحظه‌ای طول کشید تا متوجه شوم.» او همچنین گفت که او خوشحال است که «تاریخ‌ساز شده‌است»، و این که او مشتاقانه منتظر است تا به نمایندگی از انگلستان در مسابقات دوشیزه جهان نیز شرکت کند.
او همچنین پس از حمایت «خانه مد آسیا» (به انگلیسی: Asian Fashion House) به عنوان «دوشیزه مایا» شناخته شد و گزارش شده بود که پیشنهادی برای بازی در قسمتی از یکی از فیلم‌های بالیوود به او پیشنهاد شده بود.
حماسه در مسابقه انتخاب ملکه زیبایی انگلستان، بر دختر مسلمان دیگری به نام سارا مندلی که ۲۳ سال داشت پیشی گرفت. سارا نیز از بخت‌های این مسابقه بود، اما «شورای مسلمانان شهر لیورپول»، به این دلیل که شرکت کنندگان در رقابت‌های ملکه زیبایی، در مراحلی باید لباسهای نیمه عریان بپوشند او را از ادامه مسابقه برحذر داشتند. کوهستانی در دسامبر ۲۰۰۵ از در مسابقه دوشیزه جهان به نمایندگی از انگلستان شرکت کرد اما با وجود انتخاب به عنوان یکی از بهترین‌ها، نتوانست به دور نیمه‌نهایی راه پیدا کند. کوهستانی در مجله نوجوان عادی در مه ۲۰۰۶ ظاهر شد.

## کشمکش‌ها
پس از سخنرانی تونی بلر نخست‌وزیر وقت بریتانیا در بین اعضای پارلمان در سالگرد بمب‌گذاری‌های ۷ ژوئیه ۲۰۰۵ لندن که اعلام کرده بود مسلمانان باید افراط‌گرایی‌شان را فروبنشانند، کوهستانی از دولت انتقاد کرده بود و اعلام کرده بود که دولت باید دشمنی را علیه مسلمانان کنار بگذارد. با این‌حال، مسلمانان افراطی کوهستانی را به خاطر شرکت در این مسابقه تهدید به مرگ کرده بودند.
او در مصاحبه‌ای با روزنامه ایندی‌پندنت انگلستان گفت، «جهان در حال کلیشه‌ای کردن مسلمانان است. اول افغانستان، بعد عراق و حالا ایران. هر جامعه مسلمان یک‌به‌یک در حال استسفار و تجسس شدن است. این توجه اول روی جوامع ایرلندی بود، بعد روی کمونیزم و حالا روی اسلام. ما فقط می‌توانیم همراهش زندگی کنیم.»